# 邵夷贝
邵夷贝（1983年12月27日—），出生于山东省青岛市，毕业于北京大学新闻系，原创民谣歌手，文字、绘画、戏剧创作者，同时也是大英雄乐队主唱，但并不经常以团队形式活动。
2009年3月，因创作《大龄文艺女青年之歌》而受到关注。2010年7月17日，发行首张专辑《过家家》。2011年11月，发行第二张个人专辑《灰色人种》；12月，举办《去你的21世纪全国巡回城市唱游》。2012年12月，出版随笔集《我站在蚂蚁这一边》。2013年5月，为电影《魁拔2》演唱片尾曲《镜心之歌》。2014年11月，参与湖南卫视《天天向上》节目录制；12月，发售概念专辑《新青年》，回归乐坛。

## 人物经历

### 早年经历
1983年12月27日，邵夷贝出生于山东省青岛市。其高中就读于青岛二中，高考取得总分624分的成绩，为2002年青海省的文科状元。2002年9月，邵夷贝进入北京大学就读。北京大学时期，邵夷贝考进了学校的剧社。大二时，邵夷贝导演一部表达女性主义的话剧《她·独白》；同年，她组建了莎木乐队，在乐队中担任鼓手。后她进入中国传媒大学读研。中国传媒大学时期，邵夷贝与两个德国学生组了一支名为“甜蜜蜜”的女子乐队，她在乐队中继续担任鼓手。

### 演艺经历

#### 出道时期
2009年3月，学习了三个月吉他的邵夷贝，用幽默调侃的叙事风格写了一首《大龄文艺女青年之歌》，被拍下视频上传互联网，因此受到关注；7月，创作并演唱了动画电影《麦兜响当当》的同名主题曲。
2010年1月，为2009年凤凰·百度时事沸点盛典创作演唱主题曲《现象2009》；3月，她将视角对准小人物的酸甜悲欢，为腾讯网和人民网的八集系列短片《他们》创作并演唱主题曲《我们》；5月，为《南方都市报》举办的第十届华语电影传媒大奖演唱主题曲《光影历史》；5月至8月，举办《过家家全国巡回唱游》；7月17日，邵夷贝首张专辑《过家家》面世；10月，邵夷贝为电影《西风烈》创作并演唱主题曲《Dust/尘埃》。

#### 成名时期
2011年4月，为歌德学院出版的“世界地球日”环保EP创作并演唱了主题曲《时过境迁》；11月15日，发行单曲《妄想2011》，24日，第二张个人专辑《灰色人种》面世，这张专辑为其首次担当制作人；12月，举办《去你的21世纪全国巡回城市唱游》。
2012年7月，为动画电影《麦兜当当伴我心》创作演唱歌曲《失恋的地瓜》；11月，出版首部主题随笔集《我站在蚂蚁这一边》；12月11日，发行单曲《改变2012》及《失信2012》。
2013年3月9日，发行单曲《致老去的我》；5月12日，为电影《魁拔2》演唱片尾曲《镜心之歌》；6月，为动画片《开心超人》演唱插曲《开心英雄》。
2014年1月，发行单曲《回家我们一起走》；3月，创作演唱了网易两会报道主题曲《天空梦》；7月，发行单曲《做自己》；8月，作为代班主持参与《土豆最音乐》录制；9月，加盟概念唱片《自由之声——当代民谣合辑》音乐合辑的制作；11月，参与湖南卫视《天天向上》节目录制；12月27日，发售概念专辑《新青年》，回归乐坛。
2017年12月20日，签约香蕉娱乐，并在发布会现场演唱了签约公司后制作的首支最新作品《笃信》。

## 主要作品

### 音乐作品

#### 发行专辑
| 发行时间   | 专辑名称            | 专辑类型   | 备注                 |
| ---------- | ------------------- | ---------- | -------------------- |
| 2010-07-17 | 过家家(Stolen Time) | 录音室专辑 | 首张正规专辑         |
| 2010-12-11 | 尘埃                | 电影原声带 | 电影《西风破》原声带 |
| 2011-11-15 | 一口空气            | DEMO       |                      |
| 2011-11-24 | 灰色人种            | 录音室专辑 | 第二张正规专辑       |
| 2013-05-12 | 镜心之歌            | 电影原声带 | 电影《魁拔2》原声带  |
| 2014-12-27 | 新青年              | 录音室专辑 | 第三张正规专辑       |

注：仅收录了首张专辑《过家家（Stolen Time）》之后的专辑（包括实体专辑和在音乐人主页发布的专辑）。
豆瓣音乐人个人页面（页面存档备份，存于）

#### 发行单曲
- 现象2009 （2009年凤凰·百度时事沸点盛典主题曲）	2010-01
- 我们 （腾讯网和人民网的八集系列短片《他们》主题曲）	2010-03
- 光影历史 （第十届华语电影传媒大奖主题曲）	2010-05
- 时过境迁 （北京歌德学院出版的“世界地球日”环保EP主题曲）	2011-04
- 妄想2011 （献给2005年委员会新年party）	2011-11
- 一口空气 	2011-11-15
- 失恋的地瓜 （《麦兜当当伴我心》主题曲）	2012-07
- 改变2012	2012-12
- 失信2012	2012-12
- 致老去的我	2013-03
- 开心英雄 （《开心超人》插曲）	2013-06
- 回家我们一起走 （陌陌春节主题曲）	2014-01
- 天空梦 （网易两会报道主题曲）	2014-03
- 做自己  	2014-07
- 我在海边等你 	2016-08-03
- 笃信 	2017-12

### 出版书籍
- 2012-12 《我站在蚂蚁这一边》

### 综艺节目
- 2014-08-01 《土豆最音乐》 作为《土豆最音乐》代班明星VJ参与录制。
- 2014-11-28 《天天向上》之爱上民谣女神 邵夷贝作为嘉宾参加录制，接受访谈并演唱了歌曲《否定先生》和《石头姑娘》。

### 演唱会记录
- 2010-05-23至2010-08-03 过家家全国巡回唱游 共10场
- 2011-12-02至2011-12-18 去你的21世纪全国巡回城市唱游 共11场
- 2015-06-19至2015-10-25 邵夷贝《新青年》专辑首发巡演+叙事概念音乐会

演唱会记录参考

## 社会活动
倡导环保
2011年4月22日“世界地球日”（World Earth Day）之时 ，邵夷贝为歌德学院首张环保EP创作并演唱的主题曲《时过境迁》正式发布，力图借助那些来自大自然的纯净声音，唤醒大家对美好自然的遥远回忆，“别轻易把美好丢在曾经”，通过力所能及的方式让地球的明天更美好。

## 获奖记录
- 2002 北大十佳歌手大赛冠军 （获奖）
- 2011 人民文学新锐十二家 （获奖）

获奖记录参考

## 外界评价

### 媒体评价
关注时代，关注这个大时代下的个体困惑与命运，邵夷贝的音乐作品始终保持着对时代脉搏最贴近的敏锐感知和审视。毕业于北京大学新闻系的邵夷贝，在2009年3月的一次朋友小型聚会中因为自弹自唱一曲《大龄文艺女青年之歌》而被网友熟悉。在音乐创作中她用自己独特的方式，保持着对当下社会现象的紧密关注，先后为2009年百度和凤凰卫视的时事沸点盛典、腾讯网和人民网系列短片《他们》创作并演唱主题曲，作品充满浓浓的人文关怀气息（网易网评）。
邵夷贝代表了一种80后年轻音乐人的共性——自信又自爱，面对这个看上去不那么美好的世界，她仍在认真地活着（东方早报评）。

### 他人评价
邵夷贝绝非传统定义下的小清新，她更多是书写这个时代年轻人的忧伤与困惑，希望与彷徨（张铁志评）。
她那么简单平白，甚至不玩诗意和艺术——但她邻家小女孩般的如泣如诉，反而因此直指人心。她像是一颗内心坚强的种子，而我们正见证她长出第一片新叶的好时光（南方都市报评论人何谓评）。